# Citytunnel (Bregenz)
Der Citytunnel in Bregenz ist ein 1.311 m langer Tunnel im Verlauf des Zubringers zur Rheintal/Walgau Autobahn A14 für die Vorarlberger Landeshauptstadt Bregenz.

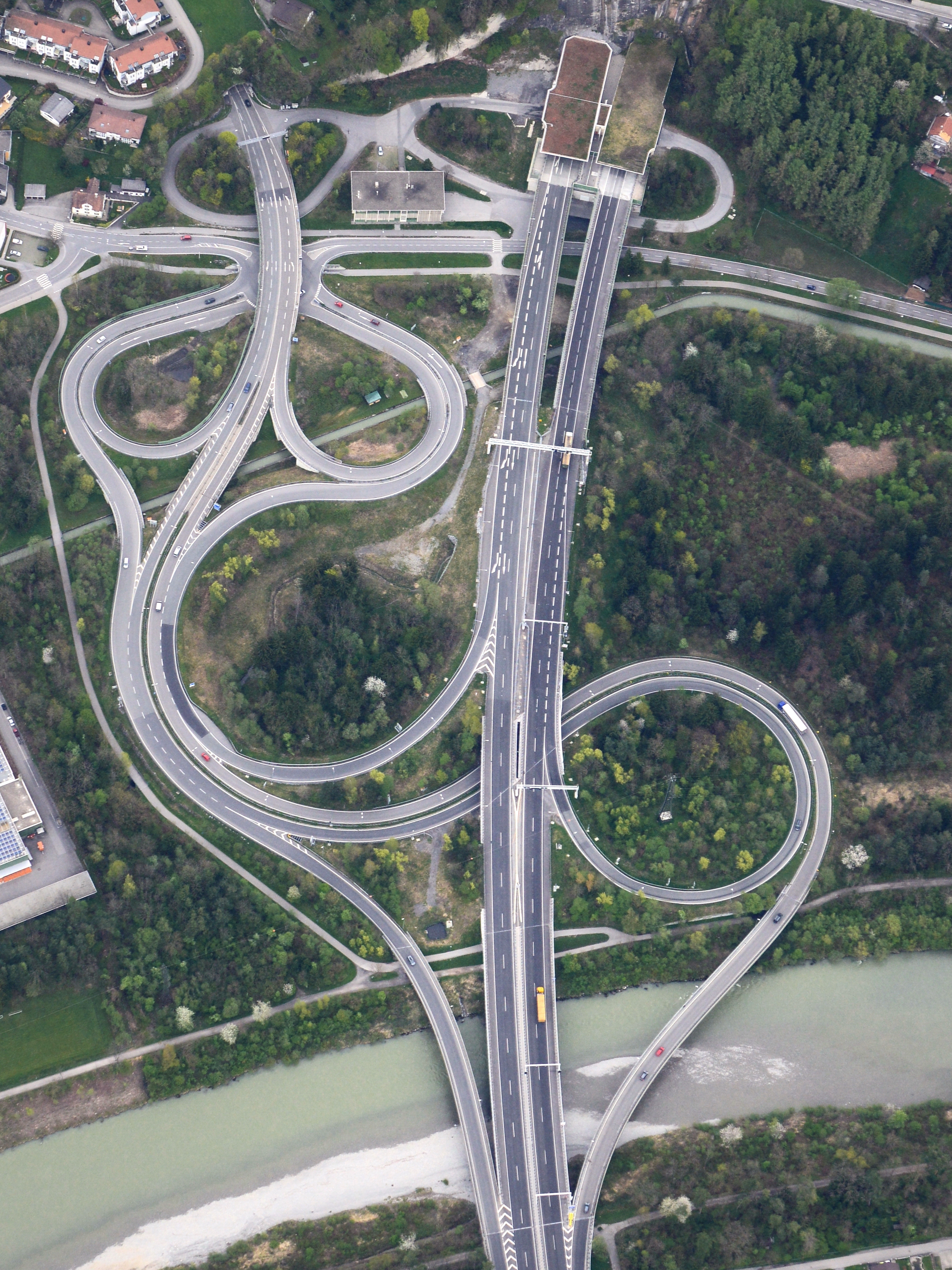
Weidachknoten mit Einfahrt des Pfänder- und des Citytunnels (2014)

Der Citytunnel wurde nötig, nachdem in den 1970er-Jahren wegen des Unmuts der Bregenzer Bevölkerung die Führung der A14 entlang des Bodenseeufers zu Gunsten des Pfändertunnels aufgegeben wurde. Um die Wohngebiete im Südosten der Stadt Bregenz zu entlasten, wurde ein ca. 2 km langer Autobahnzubringer direkt vom Südportal des Pfändertunnels bei Bregenz-Weidach unter dem Ölrain zur L202 in der Nähe des Bregenzer Bahnhofs, des Gewerbegebiets sowie der Hauptstraße in die Schweiz gebaut.
Durch diese viel aufwändigere Bauweise gegenüber einer Anschlussstelle direkt an der Autobahn hat sich auch die Anbindung von Bregenz an die Autobahn verzögert. Der Abschnitt der A14 von Dornbirn-Nord bis zur Staatsgrenze bei Hörbranz wurde bereits am 10. Dezember 1980 für den Verkehr freigegeben, während der Citytunnel sowie der diesem vorgelagerte Knoten Bregenz erst am 1. Juni 1984 freigegeben werden konnte. Dennoch wurde, um der Verkehrssteigerung Rechnung zu tragen, in den ersten Jahren des 21. Jahrhunderts eine zusätzliche Anschlussstelle Bregenz-Weidach am Autobahnzubringer, unmittelbar vor der Verknüpfung mit der Autobahn gebaut.
Ungefähr in der Tunnelmitte befindet sich ein Seitentunnel, der zur Tunnellüftung verwendet wird sowie als Notausgang dient. Die Lüftung im Tunnel ist als Längslüftung in zwei Abschnitten ausgeführt, der einröhrige Tunnel wird im Gegenverkehr befahren.

## Mautpflicht
Der Citytunnel ist gemäß Bundesstraßengesetz als Autobahnzubringer Teil der Rheintal/Walgau Autobahn A14 und damit des höchstrangigen Straßennetzes. Aus diesem Grund galt für alle Fahrten durch den Citytunnel, gleichgültig ob dabei der Hauptast der A14 selbst befahren wurde oder nicht, bis zu 15. Dezember 2019 die Mautpflicht auf österreichischen Autobahnen. Mit einem Beschluss des österreichischen Nationalrats wurde die Strecke der Autobahn A14 zwischen Hörbranz und Hohenems, und damit auch der Citytunnel als Zubringer zu diesem Autobahnabschnitt, von der sonst in Österreich geltenden Vignettenpflicht für PKW und Motorräder ausgenommen. Seit dem 15. Dezember 2019 ist der Citytunnel daher mautfrei befahrbar.
Im Juni 2013 versuchte ein Autofahrer, die zuvor gültige Mautregelung zu Fall zu bringen, indem er ohne gültige Vignette vom Weidachknoten kommend durch den Citytunnel zur Rheinstraße fuhr, ohne dabei das Hauptstück der A14 zu benutzen. Die ASFINAG zeigte ihn daraufhin bei der Bezirkshauptmannschaft Bregenz an. In einer Anfragebeantwortung an den Vorarlberger Landtag betonte Landesstatthalter Karlheinz Rüdisser im August 2013 darüber hinaus die Position der Vorarlberger Landesregierung, wonach der Citytunnel eindeutig Teil der (vom Bund zu verwaltenden) Autobahn A14 sei und auf dieser daher entsprechend der geltenden Gesetzeslage Mautpflicht herrsche. Auch eine Übernahme des Citytunnels in den Bestand der Vorarlberger Landesstraßen lehnte Rüdisser mit dem Hinweis auf die damit verbundene Kostentragung für Erhaltung und Instandhaltung durch das Land Vorarlberg ab.